# 高山祭屋台会館
高山祭屋台会館（たかやままつりやたいかいかん）は、岐阜県高山市にある博物館（山車会館）である。

## 概要
桜山八幡宮の例祭であり、国の重要有形民俗文化財および重要無形民俗文化財に指定ならびに、ユネスコの無形文化遺産に登録されている秋の高山祭の屋台を保管展示する施設である。1968年（昭和43年）開館。桜山八幡宮境内にあり、桜山八幡宮が管理運営する。附設館として桜山日光館がある。
岐阜県より博物館に相当する施設（指定施設）として指定されている。また、岐阜県独自の岐阜県まちかど美術館・博物館に登録されている。

## 主な展示
- 屋台

秋の高山祭の屋台全11台のうち4台が展示。毎年3回入替が行われる
- 大神輿
- 研修室
- 宝物

## 桜山日光館
- 1995年（平成7年）7月開館[1]。
- 大正時代、長谷川喜十郎[3]ら33人の技術者によって、15年間の歳月をかけて製作された10分の1スケールの日光東照宮模型を展示する。

## 利用案内
- 住所：岐阜県高山市桜町178（桜山八幡宮境内）
- 開館時間：9:00 - 17:00（3月 - 11月）、9:00 - 16:30（12月 - 2月）[4][5]
- 休館日：無休[4][5]
- 料金：大人1000円、高校生600円、小中学生500円　※高山祭屋台会館、桜山日光館共通[4][5]
- 駐車場：普通車50台（有料）[4][5]

## 交通アクセス

### 公共交通機関
- JR高山本線高山駅から徒歩で約20分